# 아피아 시디키
아피아 시디키(우르두어: عافیہ صدیقی, 영어: Aafia Siddiqui, 1972년 3월 2일 ~ )는 파키스탄 출신의 테러리스트이다.
1990년 미국으로 이주하여 매사추세츠 공과대학교에서 생물학부 과정을 졸업했다. 2001년에는 브랜다이스 대학교에서 신경과학 박사학위를 받았다.
2008년 아프가니스탄에서 체포된 후 미국으로 이송되어 2010년 아프가니스탄 내 미국인을 살해하려한 혐의 등에 대해 86년형을 선고받고 텍사스의 교도소에서 복역중이다. 체포 당시 폭탄 및 화학 무기 제조법, 에볼라 바이러스 무기화 계획, 자유의 여신상 및 엠파이어 스테이트 빌딩 테러 계획 등이 적힌 종이가 발견되었다.